# 舍夫琴科韋 (奧布希夫區)
50°5′24″N 30°30′49″E / 50.09000°N 30.51361°E
舍夫琴科韋（烏克蘭語：Шевченкове）是位於烏克蘭北部的村莊，由基辅州奧布希夫區的奧布希夫市鎮負責管轄。該村始建於1928年，面積0.48平方公里，海拔高度186米，2001年人口25，人口密度每平方公里52.1人。